# Parasaccogaster
Parasaccogaster es un género de peces marinos actinopeterigios, distribuidos por el centro y oeste del océano Atlántico y el sureste del océano Pacífico.

## Especies
Existen tres especies reconocidas en este género:
- Parasaccogaster melanomycter (Cohen, 1981)
- Parasaccogaster normae (Cohen y Nielsen, 1972)
- Parasaccogaster rhamphidognatha (Cohen, 1987)